# Delfi (comune)
Delfi (in greco Δελφοί?) è un comune della Grecia situato nella periferia della Grecia Centrale (unità periferica della Focide) con 24165 abitanti secondo i dati del censimento 2021.
Il territorio comunale è caratterizzato da più centri abitati quale comune sparso. Le principali località sono Delfi, situata a est dell'importante parco archeologico, Amfissa, in precedenza comune ora sede amministrativa e Itea, sulla costa.

## Storia

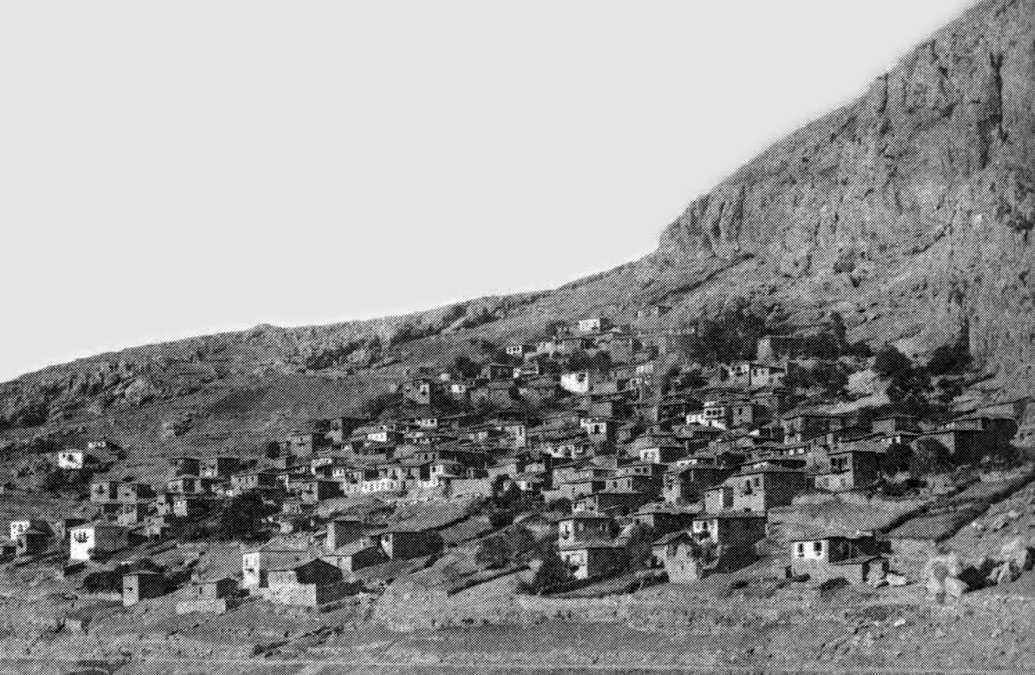
L'antico villaggio di Kastri ("Forte") sorto in epoca medievale sulle rovine della città antica

L'antica città di Delfi, i cui templi subirono una prima importante devastazione con l'imperatore Teodosio attorno al 390 d.C., ebbe una drastica diminuzione della popolazione nel VI secolo, forse anche a causa della peste di Giustiniano e definitivamente abbandonata con l'invasione slava della Grecia nel VII secolo.
Persa la memoria della sua posizione, in epoca medievale sorse su di essa il villaggio di Kastri, le cui costruzioni erano caratterizzate da un'abbondanza di marmi di reimpiego, prelevati dalle rovine sottostanti.
Il primo a intuire la presenza dell'importante santuario pagano fu Ciriaco d'Ancona nel 1436, ma solo con il XIX secolo si iniziò a ipotizzare di spostare il villaggio di Kastri, per iniziare una grande campagna di scavi archeologici. 
Nel 1870 molte abitazioni furono seriamente danneggiate da un terremoto. Nel 1892, con i finanziamenti raccolti dall'istituto archeologico École française di Atene, si iniziò a ricostruire il villaggio più a est, allora costituito da circa 100 abitazioni e almeno 200 persone (per poi ridenominarlo Delfi). Liberata la zona ad interesse archeologico, fu possibile l'anno successivo riportare alla luce i primi templi.
Nel 1997, a seguito della "riforma Kapodistrias", a Delfi fu annesso Chrisso, in precedenza comune indipendente. 
A seguito della riforma amministrativa detta Programma Callicrate in vigore dal gennaio 2011 furono abolite le prefetture e accorpati numerosi comuni. La metà orientale della Prefettura di Focide è stata riunita in un unico comune, di cui Delfi è diventata un distretto municipale.
Il nuovo comune sparso di Delfi corrisponde quasi esattamente all'area della provincia di Parnassida, creata nel 1883, abolita nel 1836, ricostruita nel 1848 e definitivamente abolita nel 1997 con la "riforma Kapodistrias".
A seguito delle riforme dei demi e delle altre suddivisioni amministrative, la superficie del comune è ora di 570 km² e la popolazione è passata da 3511 nel 2001 a 24165 abitanti nel 2021.
L'abitato di Delfi sorge di fianco dell'omonimo sito archeologico e la sua economia si basa sulla vicinanza al sito, meta turistica culturale, motivo per cui qui si trovano più di 30 hotel e innumerevoli locali di ristorazione.
Tra le altre cittadine si distingue Amfissa, attuale sede amministrativa comunale, con una storia che abbraccia circa 3.000 anni, da sempre più grande della Focide. Era la capitale dell'antica tribù greca degli Ozoli Locri e una delle città più potenti della Grecia Centrale, a tal punto che nel 180 d.C. contava circa 70.000 persone. Declinò dopo diverse conquiste e distruzioni straniere, in particolare con i Visigoti di Alarico e con gli Unni. Nel Medioevo divenne nota come Salona. Giocò comunque un ruolo importante durante la Guerra d'indipendenza greca.
Vi si trova la casa del poeta greco Angelos Sikelianos.

## Località
Gli ex comuni compresi ora in Delfi sono:
- Amfissa
- Desfina
- Delfi
- Galaxidi
- Gravia
- Itea
- Kallieis
- Parnassos